# Campeonato Chileno de Futebol de 2023
A Primeira División do Campeonato Chileno de Futebol de 2023, oficialmente Campeonato Betsson 2023 por motivos de patrocínio, foi a 107ª edição da principal divisão de futebol do Chile. O certame é organizado pela Asociación Nacional de Fútbol Profesional (ANFP), entidade esportiva ligada à Federação de Futebol do Chile. A temporada começou em 20 de janeiro. Além disso, essa temporada marca a volta de Magallanes e de Deportes Copiapó à primeira divisão. O Colo-Colo é o atual campeão da competição.

## Regulamento
As 16 equipes jogarão 30 partidas cada em dois turnos sob o sistema de todos contra todos. Neste torneio, será usado o sistema de pontos corridos, de acordo com a regulamentação da IFAB, dando três pontos ao vencedor, um ponto às equipes que empatarem e nenhum ponto ao perdedor.
O campeão, o vice-campeão e o terceiro colocado se classificarão para a Copa Libertadores da América de 2024, enquanto os 4º, 5º, 6º e 7º colocados ganharão uma vaga à Copa Sul-Americana de 2024. As duas equipes piores colocadas são rebaixadas para a Primera B 2024.

### Critérios de desempate
1. Pontos;
2. Saldo de gols;
3. Vitórias;
4. Gols marcados;
5. Gols marcados como visitante;
6. Cartões vermelhos;
7. Cartões amarelos;
8. Sorteio.[2]

Caso haja empate em pontos na primeira colocação, o campeão será definido em uma partida extra em campo neutro. Caso o empate em pontos seja entre mais de duas equipes, os critérios de desempate deverão ser aplicados até que haja apenas duas equipes, e estas se enfrentarão na partida extra.

## Participantes

### Ascensos e descensos
| Clube            | Promovido como            |
| ---------------- | ------------------------- |
| Magallanes       | Campeão da Primera B 2022 |
| Deportes Copiapó | Campeão da liguilla       |

| Clube              | Rebaixado como              |
| ------------------ | --------------------------- |
| Deportes La Serena | 15º na tabela geral de 2022 |
| Antofagasta        | 16º na tabela geral de 2022 |

### Informações dos clubes
| Equipe               | Cidade       | Região                    | Em 2021 | Estádio (mando)            | Capac. | Títulos (último)      |
| -------------------- | ------------ | ------------------------- | ------- | -------------------------- | ------ | --------------------- |
| Audax Italiano       | Santiago     | Metropolitana de Santiago | 7º      | Bicentenario de La Florida | 12 000 | 4 (último em 1957)    |
| Cobresal             | El Salvador  | Atacama                   | 4º      | El Cobre                   | 11 240 | 1 (em 2015–C)         |
| Colo-Colo            | Santiago     | Metropolitana de Santiago | 1º      | Monumental                 | 47 000 | 33 (Atual campeão)    |
| Coquimbo Unido       | Coquimbo     | Coquimbo                  | 14º     | Francisco Sánchez Rumoroso | 18 750 | 0 (não possui)        |
| Curicó Unido         | Curicó       | Maule                     | 3º      | Bicentenario La Granja     | 08 278 | 0 (não possui)        |
| Deportes Copiapó     | Copiapó      | Atacama                   | 3º (B)  | Luis Valenzuela Hermosilla | 8 000  | 0 (não possui)        |
| Everton              | Viña del Mar | Valparaíso                | 9º      | Sausalito                  | 21 000 | 4 (último em 2008–A)  |
| Huachipato           | Talcahuano   | Bío-Bío                   | 12º     | Huachipato – CAP Acero     | 10 500 | 2 (último em 2012–C)  |
| Magallanes           | San Bernardo | Metropolitana de Santiago | 1º (B)  | Luis Navarro Avilés        | 3 500  | 4 (último em 1938)    |
| Ñublense             | Chillán      | Ñuble                     | 2º      | Nelson Oyarzún Arenas      | 10 550 | 0 (não possui)        |
| O'Higgins            | Rancagua     | O'Higgins                 | 7º      | El Teniente                | 10 550 | 1 (em 2013–A)         |
| Palestino            | Santiago     | Metropolitana de Santiago | 8º      | Municipal de La Cisterna   | 12 000 | 2 (último em 1978)    |
| Unión Española       | Santiago     | Metropolitana de Santiago | 11º     | Estádio Santa Laura        | 19 877 | 7 (último em 2013–T)  |
| Unión La Calera      | La Calera    | Valparaíso                | 10º     | Nicolás Chahuán Nazar      | 09 200 | 0 (não possui)        |
| Universidad Católica | Santiago     | Metropolitana de Santiago | 5º      | San Carlos de Apoquindo    | 14 880 | 16 (2021)             |
| Universidad de Chile | Santiago     | Metropolitana de Santiago | 13º     | Estádio Nacional           | 48 665 | 18 (último em 2017–C) |

## Classificação
| Pos | Equipe                   | Pts | J  | V  | E  | D  | GP | GC | SG  | Classificação ou descenso                              |
| --- | ------------------------ | --- | -- | -- | -- | -- | -- | -- | --- | ------------------------------------------------------ |
| 1   | Huachipato (C)           | 57  | 30 | 17 | 6  | 7  | 48 | 30 | +18 | Fase de Grupos da Copa Libertadores da América de 2024 |
| 2   | Cobresal (Q)             | 56  | 30 | 16 | 8  | 6  | 56 | 39 | +17 | Fase de Grupos da Copa Libertadores da América de 2024 |
| 3   | Colo-Colo (Q)            | 54  | 30 | 15 | 9  | 6  | 45 | 29 | +16 | 2ª Fase da Copa Libertadores da América de 2024        |
| 4   | Palestino (Q)            | 49  | 30 | 14 | 7  | 9  | 46 | 40 | +6  | 2ª Fase da Copa Libertadores da América de 2024        |
| 5   | Coquimbo Unido (Q)       | 47  | 30 | 14 | 5  | 11 | 43 | 42 | +1  | 1ª Fase da Copa Sul-Americana de 2024                  |
| 6   | Everton (Q)              | 45  | 30 | 13 | 6  | 11 | 42 | 39 | +3  | 1ª Fase da Copa Sul-Americana de 2024                  |
| 7   | Universidad Católica (Q) | 42  | 30 | 11 | 9  | 10 | 48 | 43 | +5  | 1ª Fase da Copa Sul-Americana de 2024                  |
| 8   | Unión La Calera (Q)      | 41  | 30 | 10 | 11 | 9  | 42 | 41 | +1  | 1ª Fase da Copa Sul-Americana de 2024                  |
| 9   | Universidad de Chile     | 40  | 30 | 11 | 7  | 12 | 40 | 42 | −2  |                                                        |
| 10  | Unión Española           | 39  | 30 | 10 | 9  | 11 | 40 | 36 | +4  |                                                        |
| 11  | O'Higgins                | 35  | 30 | 9  | 8  | 13 | 37 | 39 | −2  |                                                        |
| 12  | Ñublense                 | 35  | 30 | 9  | 8  | 13 | 33 | 39 | −6  |                                                        |
| 13  | Audax Italiano           | 35  | 30 | 10 | 5  | 15 | 36 | 43 | −7  |                                                        |
| 14  | Deportes Copiapó         | 34  | 30 | 8  | 10 | 12 | 32 | 45 | −13 |                                                        |
| 15  | Magallanes (R)           | 29  | 30 | 8  | 5  | 17 | 36 | 49 | −13 | Rebaixado para a Primera B                             |
| 16  | Curicó Unido (R)         | 23  | 30 | 6  | 5  | 19 | 30 | 58 | −28 | Rebaixado para a Primera B                             |

1. ↑  A vaga do Chile 4 para a Copa Libertadores é dada ao campeão da Copa Chile, que será entre Colo-Colo e Magallanes. O primeiro já está classificado como Chile 3, portanto, essa vaga deve ir para o vice-campeão da competição. No entanto, o Magallanes foi rebaixado para a Primera B por ter ficado em penúltimo lugar na tabela e a CONMEBOL não permite que os clubes rebaixados disputem torneios internacionais (Copa Libertadores e Copa Sul-Americana), portanto, sua vaga será ocupada pelo clube mais bem colocado na tabela que não tenha se classificado para a Copa Libertadores.[3]

## Desempenho
Clubes que lideraram o campeonato ao final de cada rodada:
| Rodadas | Rodadas | Rodadas | Rodadas | Rodadas | Rodadas | Rodadas | Rodadas | Rodadas | Rodadas | Rodadas | Rodadas | Rodadas | Rodadas | Rodadas | Rodadas | Rodadas | Rodadas | Rodadas | Rodadas | Rodadas | Rodadas | Rodadas | Rodadas | Rodadas | Rodadas | Rodadas | Rodadas | Rodadas | Rodadas |
| ------- | ------- | ------- | ------- | ------- | ------- | ------- | ------- | ------- | ------- | ------- | ------- | ------- | ------- | ------- | ------- | ------- | ------- | ------- | ------- | ------- | ------- | ------- | ------- | ------- | ------- | ------- | ------- | ------- | ------- |
| 1       | 2       | 3       | 4       | 5       | 6       | 7       | 8       | 9       | 10      | 11      | 12      | 13      | 14      | 15      | 16      | 17      | 18      | 19      | 20      | 21      | 22      | 23      | 24      | 25      | 26      | 27      | 28      | 29      | 30      |
| COL     | UC      | HUA     | HUA     | HUA     | UC      | UC      | UC      | HUA     | HUA     | CSL     | CSL     | CSL     | HUA     | HUA     | CSL     | CSL     | CSL     | CSL     | CSL     | CSL     | CSL     | CSL     | CSL     | CSL     | CSL     | CSL     | CSL     | CSL     | HUA     |

Clubes que ficaram na última posição do campeonato ao final de cada rodada:
| Rodadas | Rodadas | Rodadas | Rodadas | Rodadas | Rodadas | Rodadas | Rodadas | Rodadas | Rodadas | Rodadas | Rodadas | Rodadas | Rodadas | Rodadas | Rodadas | Rodadas | Rodadas | Rodadas | Rodadas | Rodadas | Rodadas | Rodadas | Rodadas | Rodadas | Rodadas | Rodadas | Rodadas | Rodadas | Rodadas |
| ------- | ------- | ------- | ------- | ------- | ------- | ------- | ------- | ------- | ------- | ------- | ------- | ------- | ------- | ------- | ------- | ------- | ------- | ------- | ------- | ------- | ------- | ------- | ------- | ------- | ------- | ------- | ------- | ------- | ------- |
| 1       | 2       | 3       | 4       | 5       | 6       | 7       | 8       | 9       | 10      | 11      | 12      | 13      | 14      | 15      | 16      | 17      | 18      | 19      | 20      | 21      | 22      | 23      | 24      | 25      | 26      | 27      | 28      | 29      | 30      |
| EVE     | DCO     | DCO     | DCO     | UE      | UE      | DCO     | DCO     | DCO     | DCO     | MAG     | MAG     | MAG     | MAG     | MAG     | MAG     | MAG     | MAG     | DCO     | DCO     | DCO     | MAG     | CUR     | CUR     | CUR     | CUR     | CUR     | CUR     | CUR     | CUR     |

## Resultados
| Mandante \ Visitante | AUD | CSL | CC  | COQ | CUR | CDC | EVE | HUA | MAG | ÑUB | OHI | PAL | UE  | ULC | UC  | UCH |
| -------------------- | --- | --- | --- | --- | --- | --- | --- | --- | --- | --- | --- | --- | --- | --- | --- | --- |
| Audax Italiano       | —   | 1–0 | 0–1 | 1–1 | 3–0 | 3–0 | 0–1 | 1–0 | 0–2 | 1–0 | 2–2 | 0–3 | 1–1 | 2–1 | 1–2 | 1–2 |
| Cobresal             | 3–4 | —   | 3–1 | 3–2 | 2–0 | 1–0 | 3–2 | 2–0 | 3–1 | 1–1 | 1–0 | 2–1 | 0–0 | 3–1 | 2–2 | 4–3 |
| Colo-Colo            | 2–1 | 6–0 | —   | 2–3 | 0–1 | 1–1 | 1–1 | 3–1 | 2–0 | 1–0 | 2–0 | 3–1 | 0–2 | 2–0 | 2–1 | 0–0 |
| Coquimbo Unido       | 3–1 | 0–3 | 2–2 | —   | 1–0 | 1–0 | 0–2 | 1–2 | 1–0 | 1–3 | 2–1 | 1–1 | 3–1 | 1–2 | 2–1 | 2–1 |
| Curicó Unido         | 2–1 | 1–2 | 0–1 | 1–0 | —   | 1–2 | 2–3 | 1–3 | 3–4 | 0–3 | 1–3 | 0–1 | 0–1 | 0–3 | 2–0 | 1–3 |
| Deportes Copiapó     | 1–0 | 0–3 | 2–5 | 1–0 | 1–1 | —   | 2–0 | 1–1 | 2–1 | 1–1 | 2–2 | 1–3 | 4–3 | 0–0 | 1–4 | 3–1 |
| Everton              | 3–1 | 2–2 | 1–2 | 2–0 | 1–1 | 2–1 | —   | 1–2 | 2–0 | 1–0 | 0–2 | 2–2 | 1–0 | 1–2 | 0–3 | 1–2 |
| Huachipato           | 2–0 | 2–1 | 0–1 | 2–2 | 3–0 | 1–0 | 3–0 | —   | 1–1 | 2–0 | 2–0 | 2–2 | 1–0 | 2–3 | 1–1 | 1–2 |
| Magallanes           | 1–2 | 2–1 | 1–2 | 2–3 | 1–2 | 0–2 | 1–4 | 1–1 | —   | 1–1 | 0–1 | 2–0 | 1–0 | 1–1 | 1–1 | 2–1 |
| Ñublense             | 2–5 | 1–2 | 0–0 | 1–3 | 1–2 | 1–0 | 1–0 | 0–1 | 3–2 | —   | 2–1 | 1–1 | 0–1 | 1–1 | 1–2 | 1–1 |
| O'Higgins            | 2–1 | 0–0 | 5–1 | 0–2 | 2–2 | 1–1 | 1–1 | 0–1 | 1–2 | 1–2 | —   | 0–1 | 1–1 | 0–1 | 0–3 | 0–1 |
| Palestino            | 1–1 | 1–5 | 1–0 | 1–1 | 4–0 | 2–0 | 0–2 | 2–1 | 3–2 | 1–2 | 0–1 | —   | 2–1 | 1–1 | 3–0 | 2–0 |
| Unión Española       | 3–0 | 1–0 | 1–1 | 2–0 | 2–2 | 3–0 | 1–1 | 0–1 | 1–2 | 0–1 | 3–3 | 2–0 | —   | 3–2 | 2–2 | 3–0 |
| Unión La Calera      | 0–0 | 1–1 | 0–0 | 1–2 | 3–2 | 1–1 | 3–2 | 2–4 | 2–1 | 1–1 | 0–1 | 2–3 | 4–0 | —   | 0–3 | 2–1 |
| Universidad Católica | 0–2 | 3–3 | 0–0 | 2–1 | 3–1 | 2–2 | 0–1 | 1–2 | 1–0 | 2–1 | 0–1 | 5–2 | 2–2 | 1–1 | —   | 1–3 |
| Universidad de Chile | 2–0 | 0–0 | 1–1 | 1–2 | 1–1 | 0–0 | 1–2 | 1–3 | 2–1 | 3–1 | 2–5 | 0–1 | 1–0 | 1–1 | 3–0 | —   |

## Estatísticas
- Atualização:9 de dezembro de 2023.

### Artilheiros
| Jogador           | Equipe(s)            | Gol(s) | Jogo(s) | Média |
| ----------------- | -------------------- | ------ | ------- | ----- |
| Fernando Zampedri | Universidad Católica | 17     | 28      | 0.61  |
| Rodrigo Holgado   | Coquimbo Unido       | 16     | 26      | 0.62  |
| Patricio Rubio    | Ñublense             | 15     | 25      | 0.6   |
| Leandro Garate    | Unión Española       | 14     | 29      | 0.48  |
| Alexander Aravena | Universidad Católica | 13     | 28      | 0.46  |
| Cris Martínez     | Huachipato           | 12     | 28      | 0.43  |
| Sebastián Sáez    | Everton              | 12     | 28      | 0.43  |
| Rodrigo Piñeiro   | Unión Española       | 11     | 21      | 0.52  |
| Gonzalo Sosa      | Audax Italiano       | 10     | 25      | 0.4   |

### Assistências
| Jogador           | Equipe(s)       | Assistências |
| ----------------- | --------------- | ------------ |
| Cristián Zavala   | Curicó Unido    | 9            |
| Facundo Castro    | O'Higgins       | 9            |
| Leandro Garate    | Unión Española  | 8            |
| Cris Martínez     | Huachipato      | 7            |
| Leonardo Valencia | Cobresal        | 7            |
| Diego Buonanotte  | Unión La Calera | 6            |
| Juan Cornejo      | Coquimbo Unido  | 6            |

| Fonte: ANFP — Soccerway — TNT Sports |

## Premiação
| Campeonato Chileno de Futebol de 2023 Primeira Divisão | Campeonato Chileno de Futebol de 2023 Primeira Divisão |
| ------------------------------------------------------ | ------------------------------------------------------ |
| Huachipato Campeão (3º título)                         |                                                        |